# NGC 96
NGC 96 је лентикуларна галаксија у сазвежђу Андромеда која се налази на NGC листи објеката дубоког неба.
Деклинација објекта је + 22° 32' 48" а ректасцензија 0h 22m 17,8s. Привидна величина (магнитуда) објекта NGC 96 износи 14,6 а фотографска магнитуда 15,6. NGC 96 је још познат и под ознакама MCG 4-2-14, PGC 1429.